# Burgschmietbrunnen

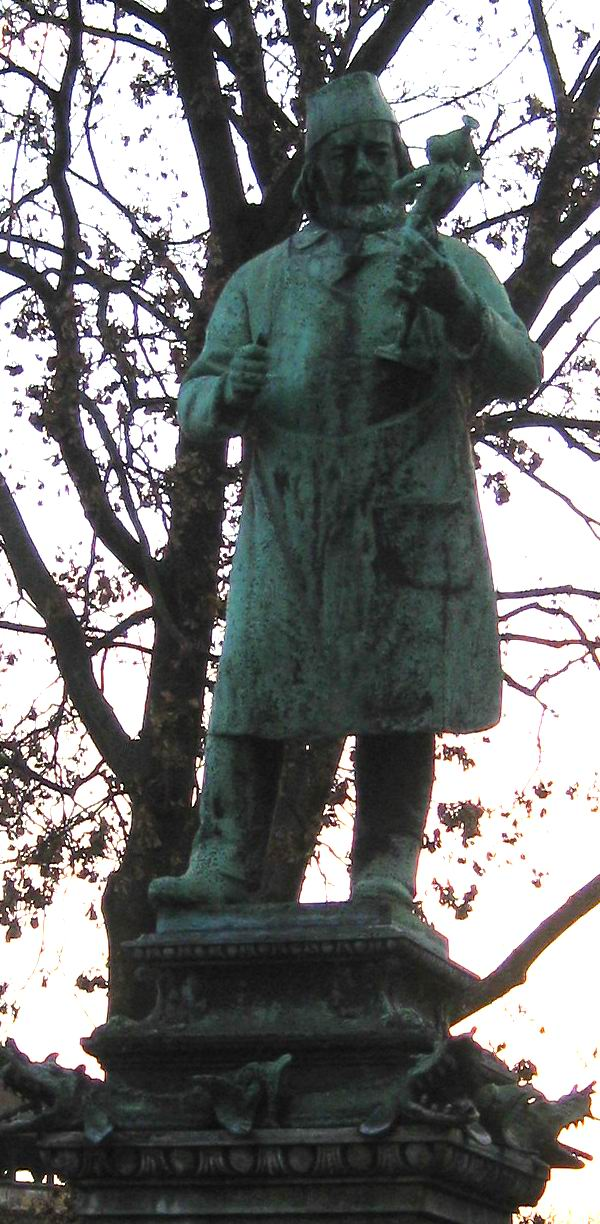
Statue Jacob Daniel Burgschmiets auf dem Burgschmietbrunnen

Der Burgschmietbrunnen in Nürnberg steht auf einem kleinen Platz an der Einmündung der Burgschmietstraße in den Neutorgraben. Der Brunnen wurde zur Erinnerung an den Bildhauer und Kunstgießer Jacob Daniel Burgschmiet errichtet. Die Bronzefigur mit der Darstellung Burgschmiets wurde durch den Bildhauer Fritz Zadow entworfen und von Ernst Lenz 1897 gegossen. Die Finanzierung erfolge durch die Bewohner der Burgschmietstraße.

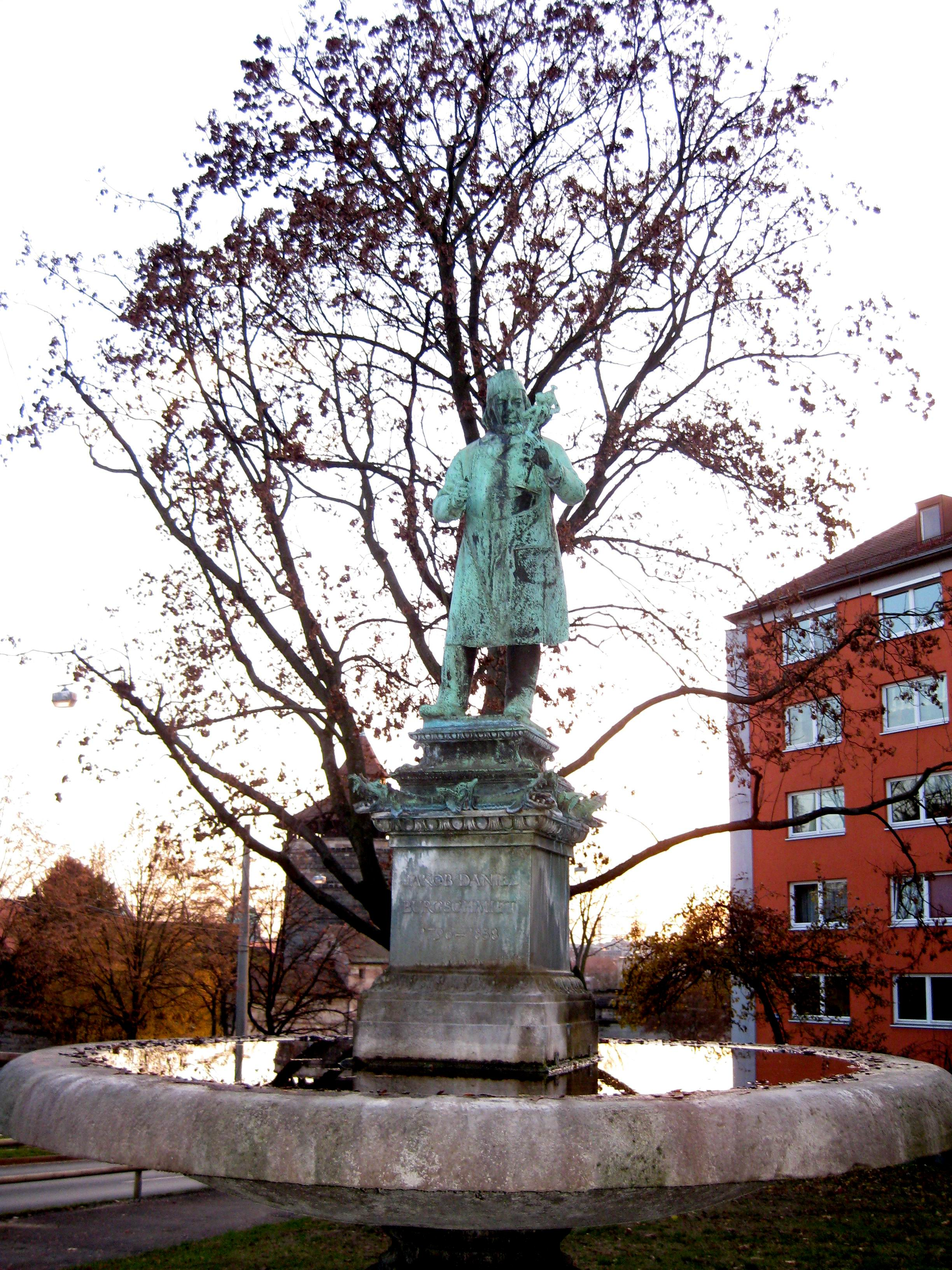
Burgschmietbrunnen Nürnberg